# Mamisonpas
De Mamisonpas (Georgisch: მამისონის უღელტეხილი, Mamisonis oegeltechili; Russisch: Мамисонский перевал, Mamisonskiy pereval) is een bergpas over de hoofdkam van de Grote Kaukasus op de grens tussen Georgië en Rusland en heeft een hoogte van 2820 meter boven zeeniveau. De historische Osseetse Militaire Weg gaat over de pas, die permanent gesloten is voor passage.

## Achtergrond
De Mamisonpas is een van de weinige wegpassages over de hoofdkam van de Grote Kaukasus tussen Georgië en Rusland en ligt aan de Georgische kant voor een paar honderd meter in het feitelijk afgescheiden en door Rusland bezette Zuid-Ossetië. Dit gegeven maakt dat de pas sinds de oorlog in Zuid-Ossetië begin jaren 1990 gesloten is. De pas scheidt de rivierbekkens van de Georgische Rioni, die niet ver van de pas zijn oorsprong heeft, en de Russische Ardon, een zijrivier van de Terek.
Over de pas loopt de historische Osseetse Militaire Weg, een oude karavaanroute die in de 19e eeuw is uitgebouwd als weg van het Russische Alagir naar het Georgische Koetaisi, destijds onder het Russische Rijk het bestuurlijk centrum van West-Georgië. De pas werd daarmee een alternatieve passage over de Kaukasus naast de Georgische Militaire Weg tussen Vladikavkaz en Tbilisi via de Darjalkloof en de Dzjvaripas. Na de opening van een derde route in 1986, niet ver van de Mamisonpas door de Roki-tunnel naar Tschinvali in Zuid-Ossetië, verloor de pas zijn belang.
Verschillende initiatieven vanuit Rusland om de autopassage over de Mamisonpas weer mogelijk te maken liepen op niets uit. Voor Georgië liggen de passages vanuit Rusland over de Kaukasus gevoelig, omdat deze in de historie belangrijk geweest zijn voor Russische invallen. Zo was de Mamisonpas belangrijk tijdens de inval van het Rode Leger in de Democratische Republiek Georgië in 1921.